# كريس تشيستر
كريس تشيستر (بالإنجليزية: Chris Chester)‏ هو لاعب كرة قدم أمريكية أمريكي، ولد في 12 يناير 1983 في توستين في الولايات المتحدة.

## وصلات خارجية
- كريس تشيستر على موقع مرجع كرة القدم المحترفة.كوم (الإنجليزية)